# Gvajakolszulfonát
A gvajakolszulfonát (INN: guaiacolsulfonate) fertőzés, asztma, szénanátha, meghűlés okozta száraz köhögés rövid távú csillapítására szolgáló hatóanyag (köptető). Csökkenti a tüdőben a váladékképződést, elősegíti a légutakban a tapadós nyák elfolyósodását.
Az állatorvoslásban is alkalmazzák.

## Mellékhatások, ellenjavallatok
A gvajakolszulfonát ellenjavallt dohányzás, asztma vagy már krónikus betegség okozta köhögés ellen. Nem tanácsos egy hétnél tovább szedni. Ha a tünetek nem enyhülnek, orvoshoz kell fordulni.
A gvajakolszulfonát szédülést okozhat, amit az alkoholfogyasztás erősít. A szédülés befolyásolhatja az autovezetői képességet. Egyéb mellékhatások: fejfájás, hányinger, hányás.
Nem ismert, hogyan hat 12 éven aluliakra, terhes és szoptató nőkre. Nem ismert olyan gyógyszer, amivel a gvajakolszulfonát kölcsönhatásba lép, de módosíthat a laborvizsgálat során mért néhány értéket.
A gvajakolszulfonátot sok folyadékkal kell bevenni akár étkezés során, akár attól függetlenül. Ha tabletta formájú a gyógyszer, egészben kell lenyelni, nem szabad szétrágni.